# 한강 대학생 사망 사건
한강 대학생 사망 사건(漢江大學生死亡事件)은 2021년 4월 25일 새벽 3~5시경 중앙대학교 의과대학 재학생인 손정민이 반포한강공원에서 친구와 술을 마신 후 실종되었다가, 4월 30일에 반포한강공원 한강 수상택시 승강장 근처에서 숨진 채 발견된 사건이다.

## 경과
4월 24일 23시경부터 손정민과 동석자 친구 A는 4월 25일 2시경까지 한강변에서 술을 마셨다. 4월 25일 새벽에 실종된 손정민은 경찰과 민간구조사의 수색이 며칠 동안 진행되고서 4월 30일 15시 50분경에 시신으로 발견되었다. 국립과학수사연구원은 사인을 익사로 추정하였다. 장례식장에 안치되었던 손정민은 장례 절차가 끝나고 5월 5일에 서울추모공원에서 화장되었다.

## 의혹
손정민의 아버지와 상당수 네티즌들에 의해 손정민이 실족사가 아닌 타살로 사망했을 가능성이 제기되었다. 손정민의 유족들은 손정민과 함께 밤새 술을 마셨던 친구 A를 의심하였다.
A가 부모와 함께 한강에 가서 손정민을 찾다가 손정민의 부모에게 실종을 통보했다는 점, A가 손정민의 실종 당시에 신은 신발을 버렸다는 점, A의 아버지가 A의 신발을 버렸다는 것을 손정민의 유족이 묻자마자 답했다는 점, 손정민의 휴대전화를 A가 갖고 A의 휴대전화가 분실되었다는 점 등이 의혹을 불러일으켰다. 그러나 경찰은 친구에 대해 증거불충분으로 무혐의 결론을 내렸다.

### 해소된 의혹
- 뒤통수에 손가락 두 마디의 깊이로 베인 상처가 있었다.[9] → 국립과학수사연구원은 1차 부검에서 상처가 두개골까지 영향을 주지 않아 직접 사인으로 보기 어렵다고 봤다.[10]
- 손현은 동석자 A가 최면 수사에 소극적으로 응한다고 주장했다.[11] → 경찰은 두 번의 최면 조사를 4월 27일과 29일에 진행했다.[12]
- 손정민과 A의 대화에서의 ‘골든’은 의대생의 은어이거나 게임의 은어이다.[13] → 가수 골든을 말한 것이다.[14]
- 한강공원에서 발견된 붉은 자국은 혈흔이다.[15] → 경찰 조사 결과 혈흔 반응이 나오지 않았다.[16]

## 전문가 분석
2021년 5월 29일에 방송된 '그것이 알고싶다'에 출연한 전문가들은 이 사건에 대한 의견을 밝혔다.
- 이수정 경기대 범죄심리학과 교수는 "한강 공원은 24시간 목격자들이 넘쳐나는 곳"이라며 "탁 트인 공간에서 살인의 고의를 가진 자가 남들이 보는 상태에서 살해하기는 어렵다"고 주장했다.[17]
- 박지선 숙명여대 사회심리학과 교수 역시 "익사로 타인을 사망에 이르게 하려면 그 사람도 물에 흠뻑 젖어있어야 한다"며 "하지만 손정민씨 친구 A씨도 물에 젖어 있었다는 모습은 관찰된 바가 없다"고 주장했다.[17]
- 서울대 법의학교실 유성호 교수는 이번 사건을 두고 "타인에 의한 익사, 강압에 의한 익사를 판단할 때 중요하게 생각하는 게 가슴, 어깨, 목 부위에 압력이라든지 이런 손상이 중요하다"면서 "(손씨 시신에는) 억압이나 제압한 흔적은 없다"고 주장했다.[17]
- 권일용 동국대 겸임교수는 "범죄는 동기가 분명해야 하고 그 다음 기회가 있어야 하는데 동기와 기회 부분들이 한강에서는 가능성이 낮다"면서 "범죄를 계획하기에는 적절하지 않다고 보인다"고 주장했다.[17]

## 반응
손정민의 사망을 계기로 시민들이 밤낮으로 찾아오는 한강변에 CCTV가 거의 없다는 사실이 알려졌고 시민들은 치안 공백에 의한 두려움을 느끼고 있다. 오세훈 시장은 5월 3일에 조의를 표하고 한강공원 CCTV 개선을 약속했다. 또 시민들은 한강변에서 야간 음주를 금지해야 한다는 주장도 했다. 또 시민들은 동시기에 산업재해로 사망한 것으로 추정되는 청년 이선호에 대한 보도와 손정민에 대한 보도의 수의 격차와 또 손정민의 사망을 둘러싼 선정적 보도의 양산을 비판했다.
손정민의 실종 직후에 경찰차가 6대나 한강변에 출동해서 손정민을 대대적으로 수색했다는 뜬소문과 A의 부친이 유력 가문이라서 경찰이 소극적으로 수사한다는 뜬소문은 거짓으로 밝혀졌지만 권력형 범죄에 그동안 경찰이 소극적으로 대처해왔고 손정민의 사망에 있어서도 그랬기 때문에 그들이 자초한 업보라는 지적도 있다.
2021년 5월 16일, 유튜버 등이 손정민의 사망 경위를 제대로 밝혀야 한다는 취지로 '반포한강사건 진실을 찾는 사람들'이라는 카페를 개설했다. 5월 25일, 이 카페는 서초경찰서 앞에서 손정민씨 사망 사건의 철저한 수사를 촉구하는 집회를 열었다.

## 사건 관련 작품
- 2021년 5월에 MBC 《실화탐사대》와 SBS 《그것이 알고싶다》에서 한강 대학생 사망 사건을 재구성한 탐사보도 프로그램이다.
- 2022년 3월에 사건관련 모티브한 대중가요 유명작곡가 정음에 의해 "반포대교" 발표